# پایگاه هوایی ویدسیل
پایگاه هوایی ویدسیل  (به انگلیسی: Vidsel Air Base) یک فرودگاه نظامی است که یک باند فرود آسفالت دارد و طول باند آن ۲۲۳۰ متر است. این فرودگاه در کشور سوئد قرار دارد و در ارتفاع ۱۸۲ متری از سطح دریا واقع شده است.